# Centrum Północ (Zabrze)
Centrum Północ – dzielnica Zabrza położona w środkowej części miasta. 
Graniczy z Centrum Południem, Śródmieściem, Osiedlem Tadeusza Kotarbińskiego, Maciejowem oraz Gliwicami.
W 2021 roku z części dzielnicy Centrum Północ wydzielono nowe dzielnice: Skłodowskiej-Curie i Śródmieście.

## Zabytki
- Kościół św. Andrzeja Apostoła w Zabrzu,
- Zespół zabudowy osiedla mieszkaniowego przy ul. Wolności 149, pl. Słowiański 1-5, ul. Stanisława Wyspiańskiego 1-9[3],
- zachodnia część Parku im. Poległych Bohaterów.